# تي بي-لينك
شركة تي بي-لينك TP-Link Technologies Co.، Ltd. (الصينية المبسطة: 普 联 技术 ؛ الصينية التقليدية: 普 聯 技術 ؛ pinyin: pǔ lián jìshù)، هي شركة صينية لتصنيع منتجات شبكات الكمبيوتر مقرها في Shenzhen Guangdong، الصين.
تأسست TP-Link في عام 1996 من قبل شقيقين، Zhao Jianjun (赵建军 Zhào Jiànjūn) و Zhao Jiaxing (赵佳兴 Zhào Jiāxīng)، لإنتاج وتسويق بطاقة الشبكة التي طوروها. استند اسم الشركة إلى مفهوم «الربط الثنائي الملتوي» الذي اخترعه ألكسندر جراهام بيل، وهو نوع من الكابلات التي تقلل التداخل الكهرومغناطيسي، ومن هنا جاء اسم الشركة "TP".

## العلامات التجارية

### Tapo
في 30 سبتمبر 2019، أطلقت TP-Link Tapo مع أحد عروضها الأولية وهو Mini Smart Wi-Fi Plug — Tapo P100. يعمل القابس الذكي عبر اتصال لاسلكي 2.4 جيجا هرتز ويتكامل مع أمازون أليكسا ومساعد جوجل. تشمل العروض الأخرى من Tapo مجموعة من كاميرات واي-فاي للأمن المنزلي والخط القادم من أجهزة الإضاءة الذكية.

## التصنيع
تعتبر TP-Link واحدة من شركات الشبكات اللاسلكية الرئيسية القليلة التي تصنع منتجاتها داخليًا بدلاً من الاستعانة بمصادر خارجية لمصنعي التصميم الأصلي (ODM). تقول الشركة أن هذه السيطرة على المكونات وسلسلة التوريد هي عامل تمييز تنافسي رئيسي.

## وصلات خارجية
- الموقع الرسمي